# Grisignano di Zocco
Grisignano di Zocco – miejscowość i gmina we Włoszech, w regionie Wenecja Euganejska, w prowincji Vicenza.
Według danych na rok 2004 gminę zamieszkiwało 4231 osób, 248,9 os./km².